# Texas Instruments TI-99/4A

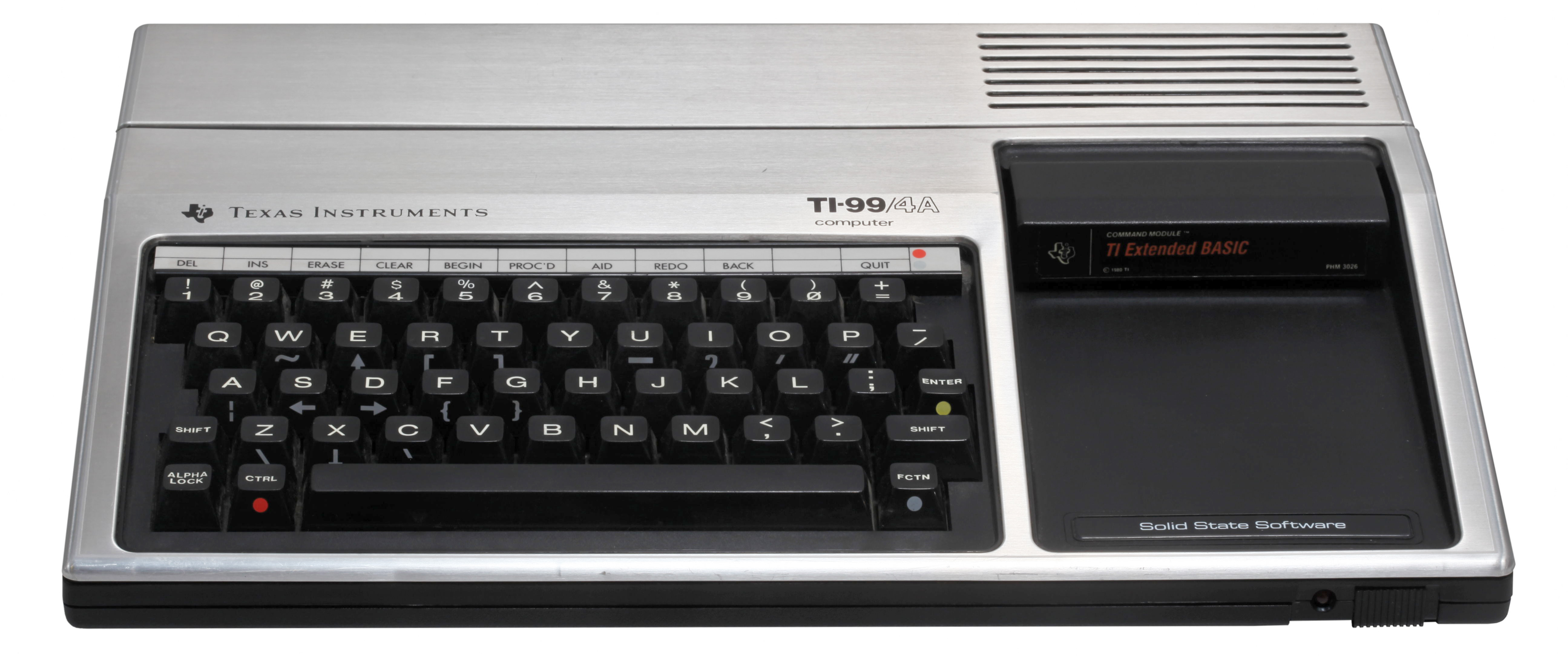
Texas Instruments TI-99/4A

De Texas Instruments TI-99/4A was een homecomputer die in juni 1981 op de markt kwam.
De computer werd op de antenne-ingang van een televisie aangesloten via een apart kastje. Gegevens bewaren werd gedaan met een cassetterecorder, waarvoor aansluitingen op het apparaat zaten. Verder was er een aansluiting voor een joystick. Boven op het apparaat was een uitbreidingsconnector waarvoor modules gekocht konden worden. Er waren modules beschikbaar voor een schaakprogramma, voor spellen of voor een meer uitgebreidere BASIC-versie met sprites. Deze modulen konden in een zogenoemde peripheral box worden ingestoken die ook diende voor het uitbreiden met een printer en ander randapparaten.
Het nadeel van de TI-99/4A was het ontbreken van een bitmapmode. Vanuit de BASIC-interpreter was er geen mogelijkheid om cirkels en lijnen te tekenen. Er was wel een mogelijkheid om zelf nieuwe karakters te maken, zodat er wel kleine zelfgemaakte grafische afbeeldingen getoond konden worden.
Op het laatst werd de TI-99/4A gedumpt voor een prijs die onder de kostprijs lag. Er zijn totaal 2,8 miljoen exemplaren van verkocht voordat de productie stopte in 1984.

## Technische gegevens

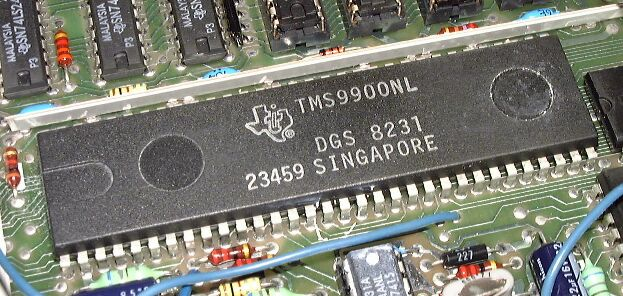
De TI-TMS9900-chip

- Processor: TI TMS9900, een 16-bits-chip die werkte op 3,3 MHz.
- Geheugen: 256 byte standaard, uitbreidbaar via module.
- Video Display Controller TMS9918A (NTSC) of TMS9928A (PAL/SECAM)
- Videogeheugen: 16 kB.
- Tekstscherm: 32 kolommen bij 24 regels.
- Grafische resolutie: 256 beeldpunten horizontaal en 192 beeldpunten verticaal.
- Aantal kleuren (tekst en grafisch): 15.